# János Thorma
János Thorma (n. 24 aprilie 1870, Kiskunhalas, Bács-Kiskun, Ungaria – d. 5 decembrie 1937, Baia Mare, România) a fost pictor maghiar, o figură reprezentativă a coloniei de artiști a Școlii de pictură de la Baia Mare, care a început în 1896, la Baia Mare, Austro-Ungaria (astăzi România). Artistul a trecut prin diferite stiluri, pornind de la naturalism, care era estetica promovată de colonie, la subiecte istorice, la realismul romantic și la un stil post-impresionist. Opera sa se regăsește astăzi la Galeria Națională Maghiară din cadrul Muzeului "Thorma János", muzee regionale, precum și la colecționari privați.
În 1966, Galeria Națională Maghiară a organizat o mare expoziție comemorativă, intitulată "Arta Școlii de pictură de la Baia Mare", care a comemorat inovațiile pe care János Thorma și colegii lui le-au adus în arta platică. Aceeași galerie, în februarie 2013, a deschis o mare retrospectivă unde a prezentat peste 100 de piese din opera lui János Thorma, care au provenit de la numeroase instituții și colecționari privați din Europa.

## Familie/Studii
János Thorma s-a născut în 1870 în Kiskunhalas, Austro-Ungaria, în familia lui Béla Thorma, casier al unei agenții fiscale, și a soției sale, Gizella Fekete. Familia s-a mutat la Baia Mare când tânărul avea 14 ani. János a început să studieze arta la școala de desen a lui Bertalan Székely.
La vârsta de 18 ani, a plecat la München, unde a studiat din 1888 până în 1890 cu pictorul Simon Hollósy, care a ținut cursuri gratuite. Urmând un drum asemănător altor tineri artiști din Austro-Ungaria, în 1891 și 1893–95, Thorma a mers și el la Paris, unde a studiat la Academia "Julian".

## Carieră
Prima sa pictură semnificativă, Szenvedők (În doliu), a fost expusă la Galeria de Artă din Budapesta, apoi la Salonul de la Paris în 1894. În 1896, cu ocazia mileniului cuceririi Panoniei de către maghiari, și-a prezentat pictura despre Cei 13 Mucenici ai Aradului ("Aradi vértanúk" - Mucenicii Aradului), pentru care și-a câștigat un renume la nivel național, în Ungaria. Multe dintre lucrările sale timpurii erau pânze mari pe teme istorice.
În 1896 a fost unul dintre fondatorii coloniei de artiști de la Baia Mare, din ai cărei membri se pot aminti Simon Hollósy, Károly Ferenczy și István Réti, care a obținut o recunoaștere internațională. Din 1902–1927, a fost profesor la Asociația Pictorilor din Baia Mare și a devenit președintele acesteia în 1917.
În 1898 Thorma a început să picteze "Talpra magyar!" (Ridică-te, ungure!), la care a lucrat cu intermitențe aproape până la moarte.
Primele sale picturi au fost naturaliste, iar o inspirație timpurie a fost Jules Bastien-Lepage. Thorma a folosit cea mai populară lucrare a artistului, "Portretul lui Sarah Bernhardt", în 1892, ca model la pictura lui Irén Biltz. Pictura lui Thorma avea atmosfera caracteristică a Art Nouveau-lui.
În tinerețe, Thorma a simțit că naturalismul îi oferea prea puțin pentru a-și atinge obiectivele ca pictor și a fost inspirat de romantismul german (după cum reiese din lucrarea The Beaved, 1892) și clasicismul francez (Mucenicii Aradului, 1893–94). În 1897, în urma unei lungi călătorii în Europa de Vest, Thorma a pictat mai multe subiecte biblice, inclusiv Békesség veletek („Pax vobiscum”), care arată influența lui Rembrandt.
După 1900, opera lui Thorma s-a îndreptat către realism: Kocsisok között ("Printre cochiri", 1902); Október elsején ("La 1 octombrie", 1903); Kártyázók ("Jucătorii de cărți", 1904). În 1906-07, a arătat influența surselor spaniole în Cigányutca ("Strada Țiganilor", 1907). El a fost, de asemenea, inspirat de pictorul francez Paul Gauguin, așa cum se arată în Húsvéti kenyérszentelés ("Binecuvântarea pâinii") și Templombamenők ("Oameni care merg spre biserică"), ambele cca. 1910.
După 1920, Thorma și-a dezvoltat propriul stil în plein air, bazat pe cunoștințele sale substanțiale despre pictură. A folosit anumite elemente ale neoclasicismului în lucrări precum Tavasz ("Primăvara", 1920) și Fürdés után ("După baie", 1928). În ultimul deceniu al vieții sale, a pictat peisaje și portrete impresioniste.
În 1918 și-a dus lucrările istorice în Ungaria, deoarece se aștepta ca România să fie invadată la sfârșitul Primului Război Mondial. Le-a depozitat la Debrețin.
După Tratatul de la Trianon, când regiunea Baia Mare a fost încorporată Regatului României, doar Thorma a rămas în oraș; ceilalți pictori maghiari au plecat. Guvernul l-a încurajat să continue „școala oficială din Baia Mare” naturalistă, deși propria sa activitate se dezvoltase în moduri destul de diferite.
În septembrie 1929, Thorma, în vârstă de 59 de ani și până atunci burlac, s-a căsătorit cu Margit Kiss, discipol de pictură și rudă îndepărtată. A murit la Baia Mare, opt ani mai târziu.
De la sfârșitul secolului al XX-lea și de la deschiderea Blocului de Est, s-a acordat o mare atenție inovațiilor artiștilor de la Baia Mare. În colaborare cu alte instituții, Galeria Națională Maghiară a organizat o mare retrospectivă a operei lui Thorma, formată din peste 100 de piese. Titlul său îl clasifică drept pictor reprezentativ al școlii de la Barbizon, din Ungaria. Expoziția se deschide în februarie 2013, prin colaborarea „Muzeului de Artă din Baia Mare, Muzeul Janus Pannonius din Pécs, Muzeul Móra Ferenc din Seghedin, Muzeul Déri din Debrețin, Muzeul Herman Ottó din Mișcolț, Muzeul Katona József din Kecskemét și Muzeul Thorma János din Kiskunhalas, precum și colecționari privați maghiari, germani și români.”

## Lucrări

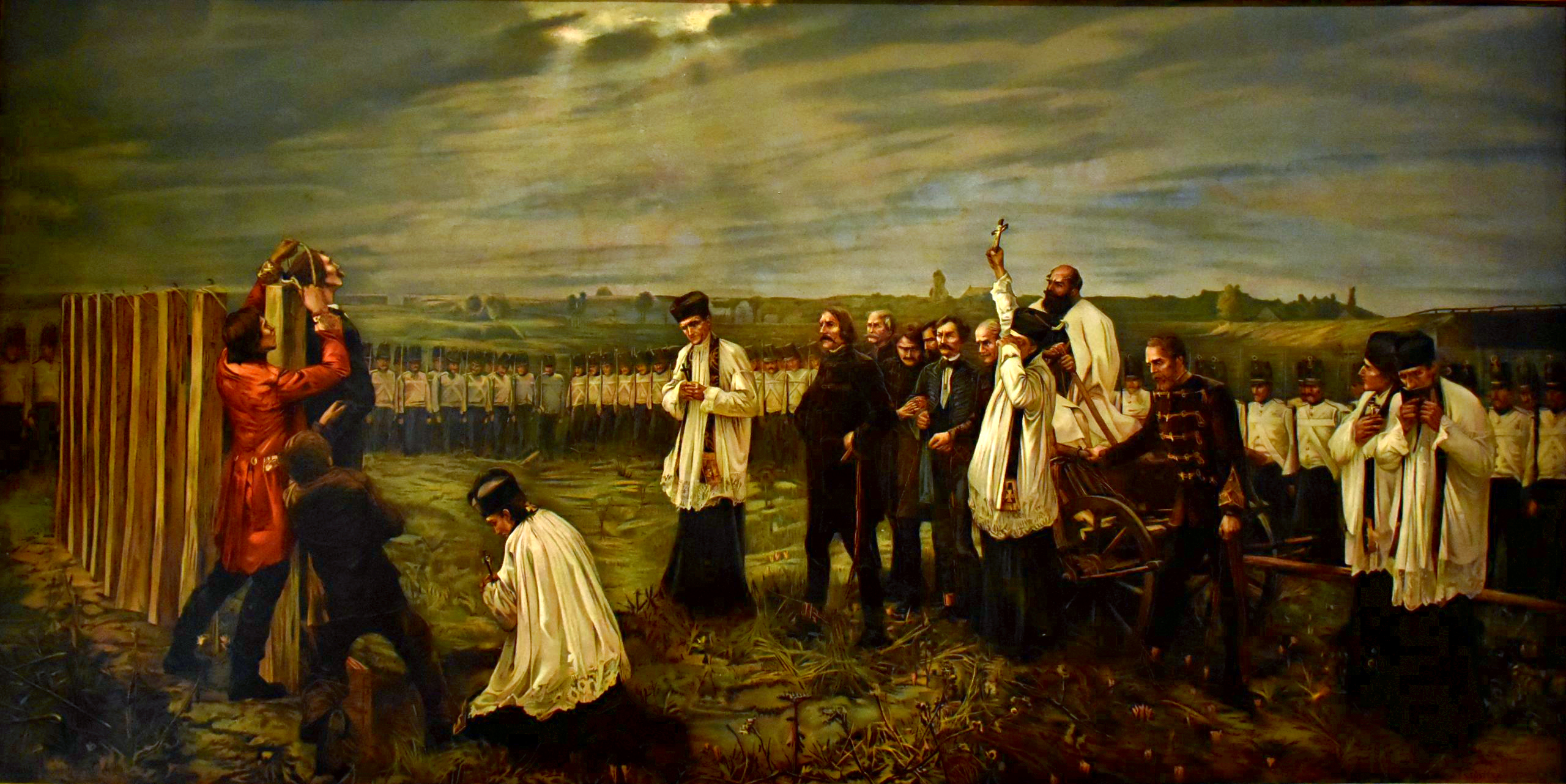
Cei 13 Mucenici ai Aradului; 6 octombrie
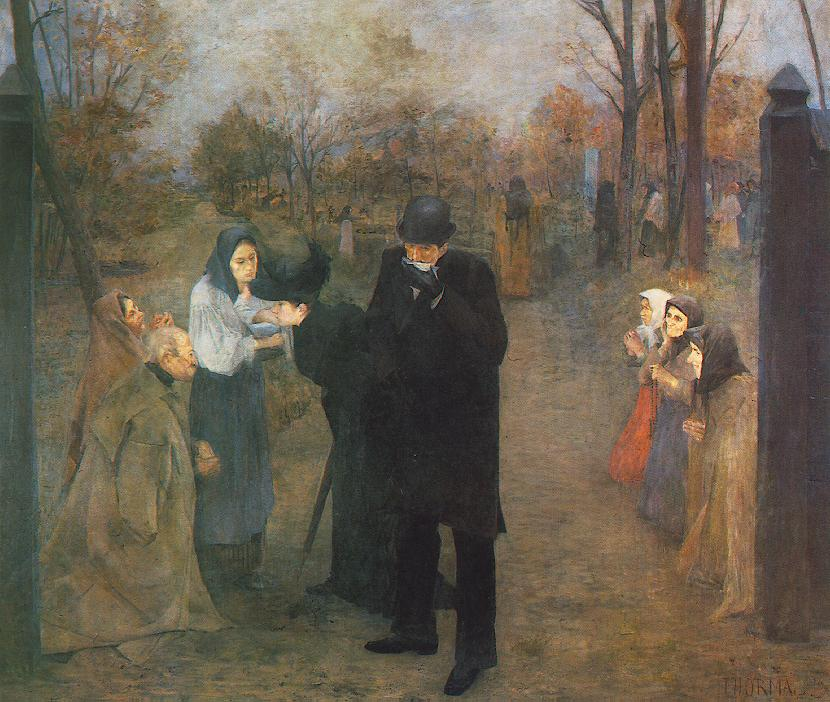
Îndoliații (1892)
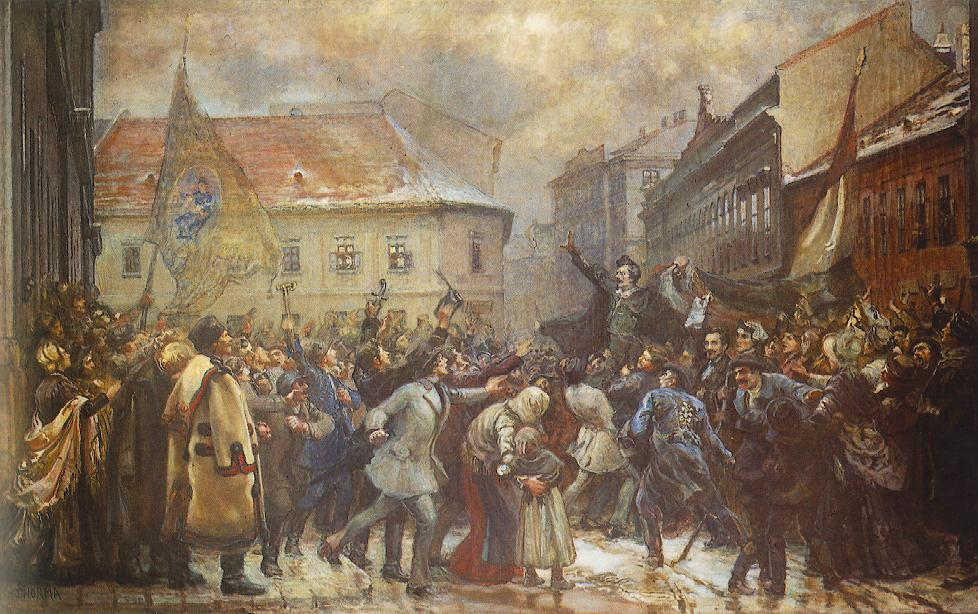
Ridică-te, ungure! (1870-1937)
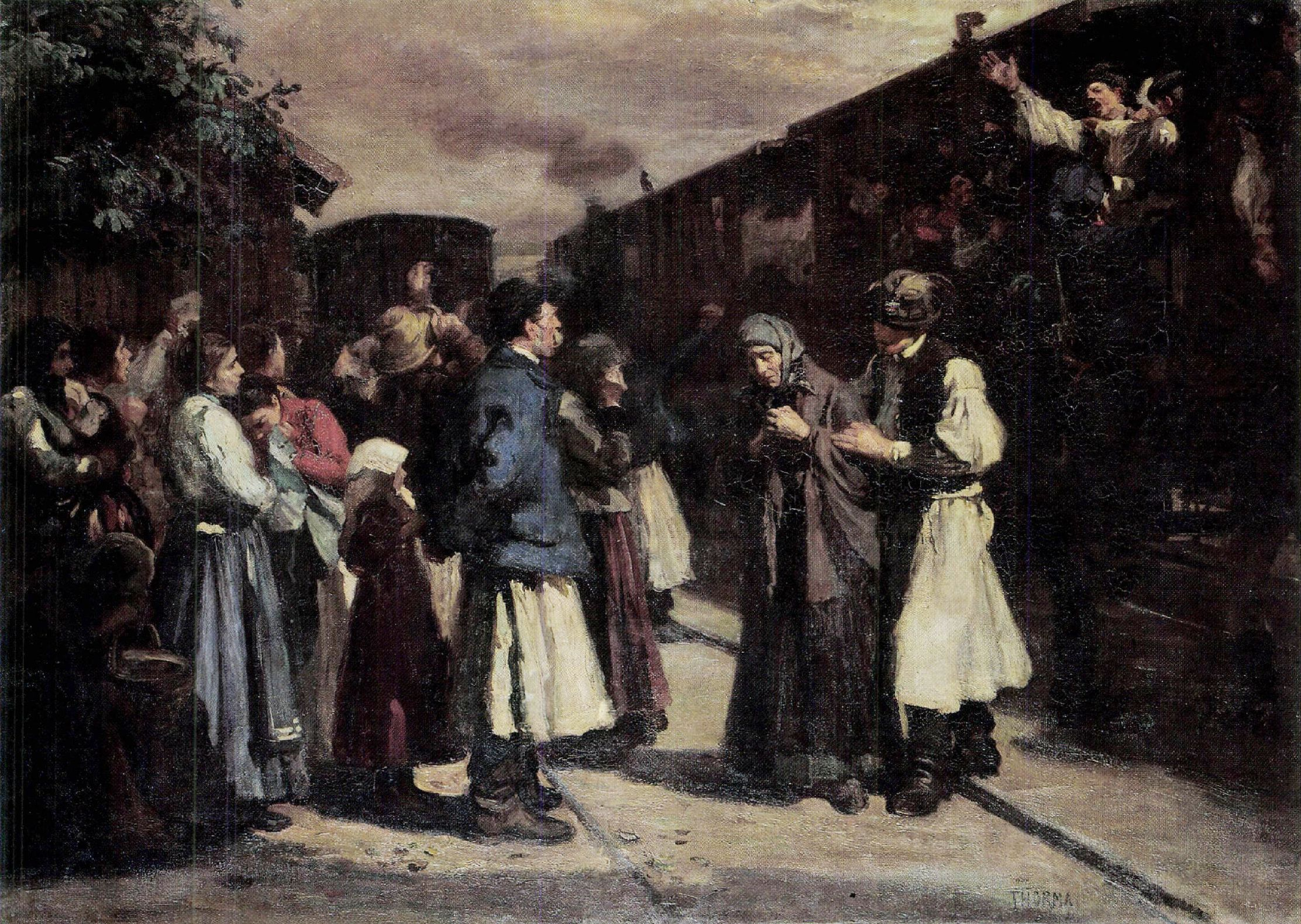
Primul octombrie (1903)
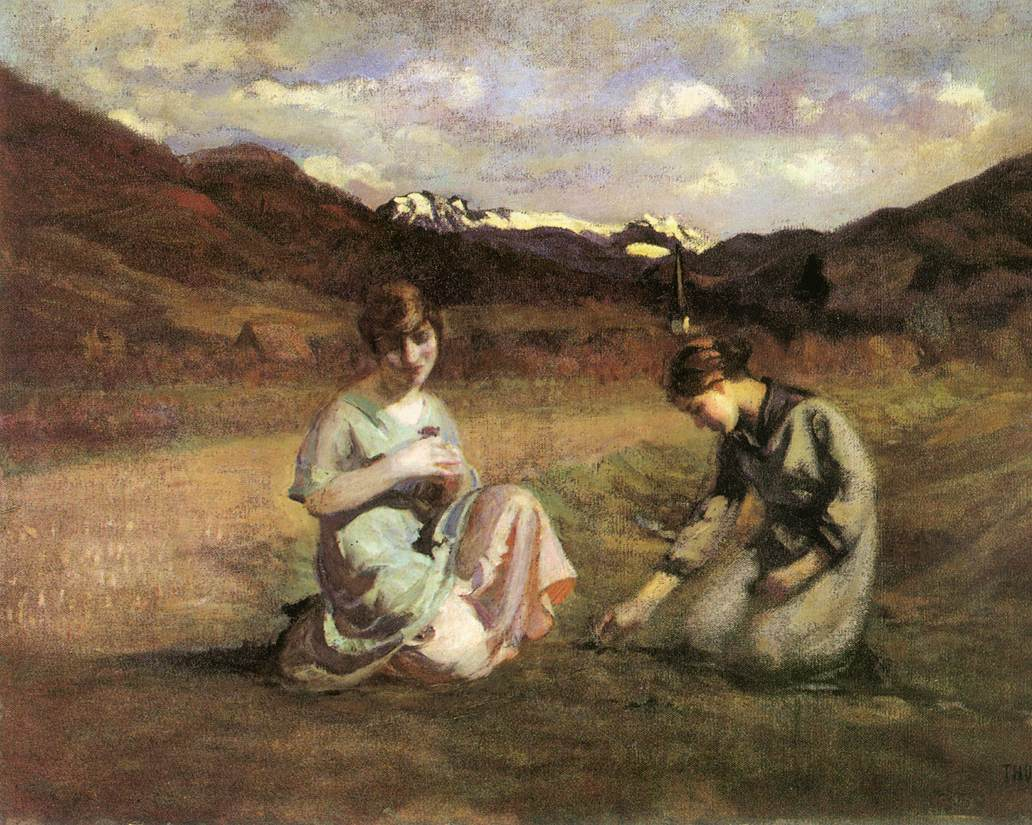
Culegând violete  (1920)

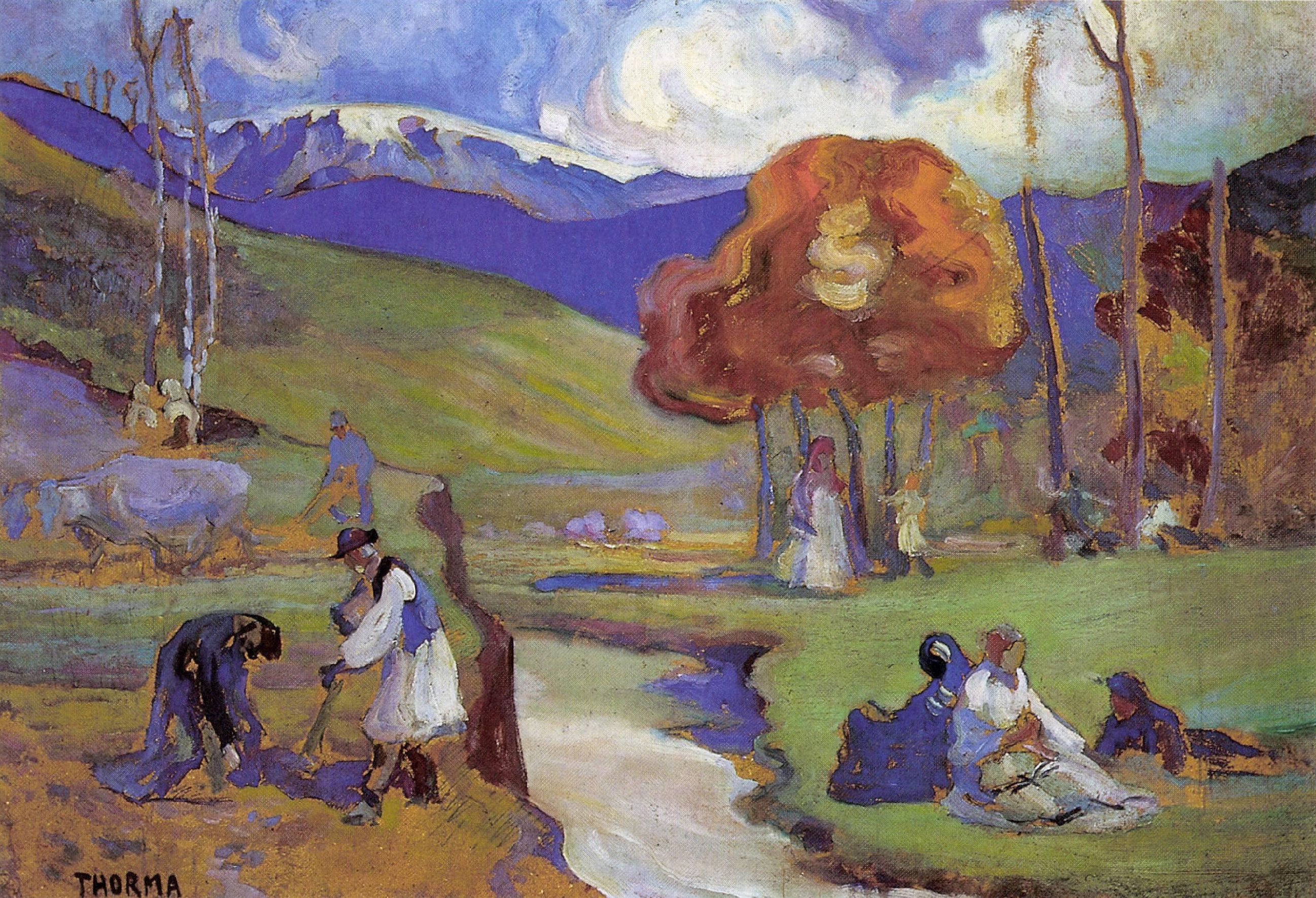
Peisaj de toamnă (1920)
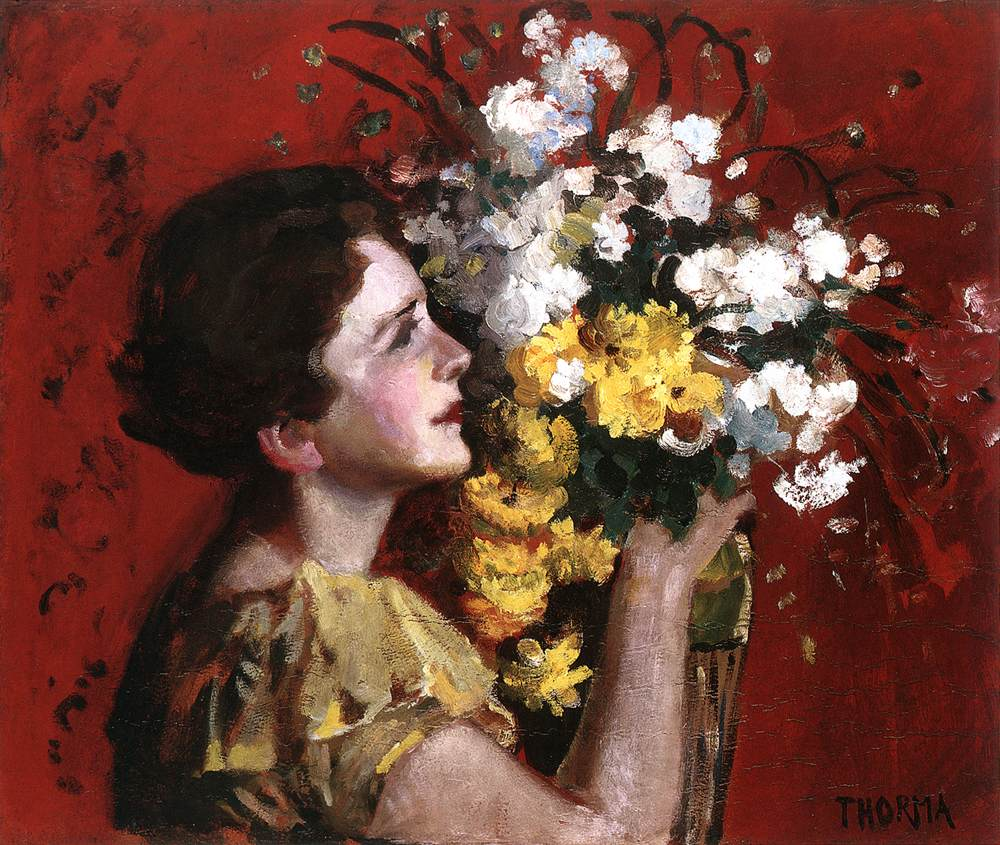
Flori proaspete și parfumate (1928)
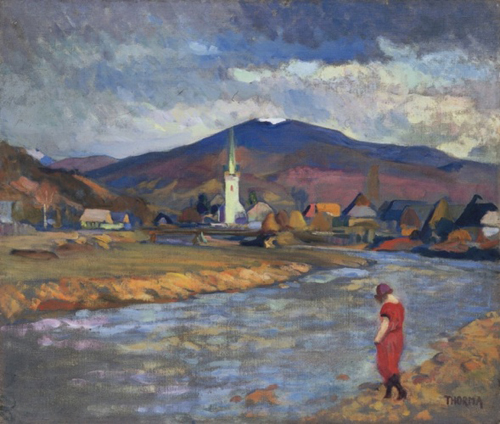
Primăvara la Baia Mare (ca. 1930)
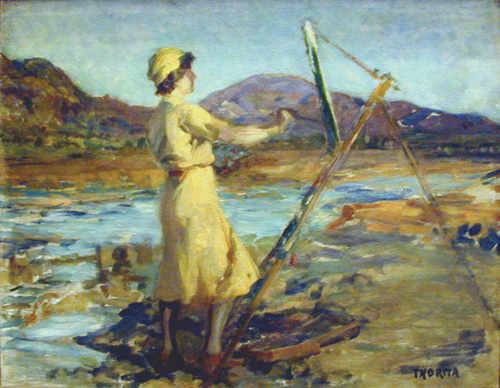
Pictoriță (1934)
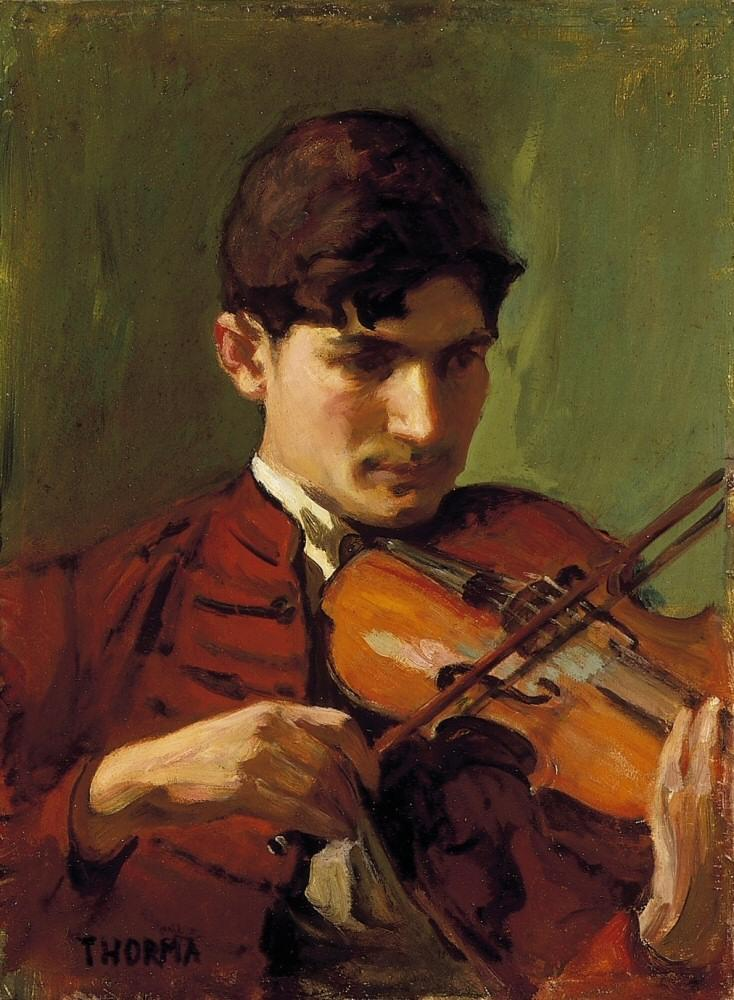
Vocea viorii (nedatat)